# Just a Taste
Just a Taste es un EP de la banda de hard rock estadounidense Steelheart, publicado en el año 2006. La canción We All Die Young fue utilizada en la banda sonora de la película Rock Star de 2001, protagonizada por Jennifer Aniston y Mark Wahlberg.

## Lista de canciones
1. "LOL (Laughing Out Loud)" (Michael Matijevic) - 4:02
2. "Twisted Future" (Matijevic) - 5:10
3. "Buried Unkind" (Matijevic) - 4:55
4. "We All Die Young" (Matijevic, Kenny Kanowski) - 5:07

## Créditos
- Michael Matijevic - voz, guitarra
- Uros Raskovski - guitarra
- Kenny Kanowski - guitarra
- Sigve Sjursen - bajo
- Mike Humbert - percusión
- Alex Makarovic - percusión